# Carlo Mariani
Carlo Mariani (ur.  1947 – Florencja) – włoski brydżysta, World Life Master (WBF), European Grand Master oraz European Champion w kategoriach Seniors i Mixed (EBL).

## Wyniki brydżowe

### Olimpiady
Na olimpiadach uzyskał następujące rezultaty:
| Olimpiady brydżowe. Zawody teamów | Olimpiady brydżowe. Zawody teamów | Olimpiady brydżowe. Zawody teamów | Olimpiady brydżowe. Zawody teamów | Olimpiady brydżowe. Zawody teamów | Olimpiady brydżowe. Zawody teamów |
| Rok                               | Miejsce                           | Zawody                            | Kategoria                         | Drużyna                           | Pozycja                           |
| --------------------------------- | --------------------------------- | --------------------------------- | --------------------------------- | --------------------------------- | --------------------------------- |
| 2004                              | Stambuł                           | 12. Olimpiada Teamów              | Seniorzy                          | Italy                             | 15                                |
| 1988                              | Wenecja                           | 8. Olimpiada Teamów               | Open                              | Italy                             | 5                                 |

### Zawody światowe
W światowych zawodach zdobył następujące lokaty:
| Mistrzostwa Świata. Konkurencja teamów | Mistrzostwa Świata. Konkurencja teamów | Mistrzostwa Świata. Konkurencja teamów | Mistrzostwa Świata. Konkurencja teamów | Mistrzostwa Świata. Konkurencja teamów | Mistrzostwa Świata. Konkurencja teamów |
| Rok                                    | Miejsce                                | Zawody                                 | Kategoria                              | Drużyna                                | Pozycja                                |
| -------------------------------------- | -------------------------------------- | -------------------------------------- | -------------------------------------- | -------------------------------------- | -------------------------------------- |
| 2011                                   | Veldhoven                              | 40. Mistrzostwa Świata Teamów          | Trans                                  | Italy Senior                           | 22                                     |
| 2011                                   | Veldhoven                              | 40. Mistrzostwa Świata Teamów          | Seniorzy                               | Italy                                  | 12                                     |
| 2010                                   | Filadelfia                             | 13. Seria Mistrzostw Świata            | Seniorzy                               | Lavazza                                | 17                                     |
| 2007                                   | Szanghaj                               | 38. Mistrzostwa Świata Teamów          | Seniorzy                               | Italy                                  | 5                                      |
| 2007                                   | Szanghaj                               | 38. Mistrzostwa Świata Teamów          | Trans                                  | Burgay                                 | 5                                      |
| 2006                                   | Werona                                 | 12. Mistrzostwa Świata                 | Seniorzy                               | Fornaciari                             | 10                                     |
| 2003                                   | Monte Carlo                            | 36. Mistrzostwa Świata Teamów          | Seniorzy                               | Italy                                  | 6                                      |
| 2003                                   | Monte Carlo                            | 36. Mistrzostwa Świata Teamów          | Trans                                  | Lavazza                                | 1                                      |
| 2002                                   | Montreal                               | 11. Mistrzostwa Świata                 | Open                                   | Burgay                                 | 3                                      |
| 1998                                   | Lille                                  | 10. Mistrzostwa Świata                 | Open                                   | Burgay                                 | 17                                     |
| 1997                                   | Hammamet                               | 33. Mistrzostwa Świata Teamów          | Trans                                  | Burgay                                 | 1                                      |
| 1994                                   | Albuquerque                            | 9. Mistrzostwa Świata                  | Open                                   | Romanin                                | 33                                     |
| 1982                                   | Biarritz                               | 6. Mistrzostwa Świata                  | Open                                   | Conte                                  | 29                                     |

| Mistrzostwa Świata. Konkurencja par | Mistrzostwa Świata. Konkurencja par | Mistrzostwa Świata. Konkurencja par | Mistrzostwa Świata. Konkurencja par | Mistrzostwa Świata. Konkurencja par | Mistrzostwa Świata. Konkurencja par |
| Rok                                 | Miejsce                             | Zawody                              | Kategoria                           | Partner                             | Pozycja                             |
| ----------------------------------- | ----------------------------------- | ----------------------------------- | ----------------------------------- | ----------------------------------- | ----------------------------------- |
| 2006                                | Werona                              | 12. Mistrzostwa Świata              | Seniorzy                            | Ezio Fornaciari                     | 13                                  |

### Zawody europejskie
W europejskich zawodach zdobył następujące lokaty:
| Zawody europejskie. Konkurencja teamów | Zawody europejskie. Konkurencja teamów | Zawody europejskie. Konkurencja teamów | Zawody europejskie. Konkurencja teamów | Zawody europejskie. Konkurencja teamów | Zawody europejskie. Konkurencja teamów |
| Rok                                    | Miejsce                                | Zawody                                 | Kategoria                              | Drużyna                                | Pozycja                                |
| -------------------------------------- | -------------------------------------- | -------------------------------------- | -------------------------------------- | -------------------------------------- | -------------------------------------- |
| 2014                                   | Abacja                                 | 52. Mistrzostwa Europy Teamów          | Seniorzy                               | Italy                                  | 21                                     |
| 2013                                   | Ostenda                                | 6. Otwarte Mistrzostwa Europy          | Open                                   | Pauncz                                 | 48                                     |
| 2013                                   | Ostenda                                | 6. Otwarte Mistrzostwa Europy          | Miksty                                 | Cardine                                | 15                                     |
| 2010                                   | Ostenda                                | 50. Mistrzostwa Europy Teamów          | Seniorzy                               | Italy                                  | 3                                      |
| 2009                                   | San Remo                               | 4. Otwarte Mistrzostwa Europy          | Miksty                                 | Fornaciari                             | 36                                     |
| 2009                                   | San Remo                               | 4. Otwarte Mistrzostwa Europy          | Seniorzy                               | Fornaciari                             | 5                                      |
| 2008                                   | Pau                                    | 49. Mistrzostwa Europy Teamów          | Seniorzy                               | Italy                                  | 6                                      |
| 2006                                   | Warszawa                               | 48. Mistrzostwa Europy Teamów          | Seniorzy                               | Italy                                  | 6                                      |
| 2005                                   | Teneryfa                               | 2. Otwarte Mistrzostwa Europy          | Miksty                                 | Fornaciari                             | 9                                      |
| 2005                                   | Teneryfa                               | 2. Otwarte Mistrzostwa Europy          | Seniorzy                               | Fornaciari                             | 1                                      |
| 2003                                   | Mentona                                | 1. Otwarte Mistrzostwa Europy          | Open                                   | Burgay                                 | 33                                     |
| 2002                                   | Ostenda                                | 7. Mistrzostwa Europy Mikstów          | Miksty                                 | Burgay                                 | 32                                     |
| 2000                                   | Bellaria                               | 6. Mistrzostwa Europy Mikstów          | Miksty                                 | Fornaciari                             | 40                                     |
| 1998                                   | Akwizgran                              | 5. Mistrzostwa Europy Mikstów          | Miksty                                 | Burati                                 | 49                                     |
| 1993                                   | Mentona                                | 41. Mistrzostwa Europy Teamów          | Open                                   | Italy                                  | 10                                     |
| 1989                                   | Turku                                  | 39. Mistrzostwa Europy Teamów          | Open                                   | Italy                                  | 9                                      |

| Zawody europejskie. Konkurencja par | Zawody europejskie. Konkurencja par | Zawody europejskie. Konkurencja par | Zawody europejskie. Konkurencja par | Zawody europejskie. Konkurencja par | Zawody europejskie. Konkurencja par |
| Rok                                 | Miejsce                             | Zawody                              | Kategoria                           | Partner                             | Pozycja                             |
| ----------------------------------- | ----------------------------------- | ----------------------------------- | ----------------------------------- | ----------------------------------- | ----------------------------------- |
| 2009                                | San Remo                            | 4. Otwarte Mistrzostwa Europy       | Seniorzy                            | Ezio Fornaciari                     | 16                                  |
| 2009                                | San Remo                            | 4. Otwarte Mistrzostwa Europy       | Miksty                              | Monica Buratti                      | 244                                 |
| 2005                                | Teneryfa                            | 2. Otwarte Mistrzostwa Europy       | Mikst                               | Monica Buratti                      | 200                                 |
| 2005                                | Teneryfa                            | 2. Otwarte Mistrzostwa Europy       | Seniorzy                            | Ezio Fornaciari                     | 3                                   |
| 2002                                | Ostenda                             | 7. Mistrzostwa Europy Mikstów       | Mikst                               | Monica Buratti                      | 90                                  |
| 2001                                | Sorrento                            | 11. Mistrzostwa Europy Par          | Open                                | Leandro Burgay                      | 2                                   |
| 2000                                | Bellaria                            | 6. Mistrzostwa Europy Mikstów       | Mikst                               | Monica Buratti                      | 1                                   |
| 1998                                | Akwizgran                           | 5. Mistrzostwa Europy Mikstów       | Mikst                               | Monica Buratti                      | 81                                  |

## Klasyfikacja
- Carlo Mariani – klasyfikacja WBF (ang.)
- Carlo Mariani – klasyfikacja EBL (ang.)